# Duygu-Asena-Romanpreis
Der Duygu-Asena-Romanpreis (türkisch Duygu Asena Roman Ödülü) ist ein türkischer Literaturpreis. Der Preis wird seit 2007 durch Doğan Kitap vergeben und ist eine Hommage an die im Jahr 2006 verstorbene Schriftstellerin Duygu Asena, die mit ihren Schriften Probleme der Frauen in der Türkei hinsichtlich ihrer Freiheit, Gleichheit und Rechte aufzeigte.
Die Preisverleihung wird im Frühjahr eines jeden Jahres vorbereitet. Mit dem Preis ausgezeichnet wird ein Roman, der in türkischer Sprache verfasst ist und im Vorjahr von einem in der Türkei tätigen Verlag veröffentlicht wurde. Inhaltlich soll der Roman die Stellung der Frau in der Türkei hinterfragen, das Leben aus der Perspektive von Frauen beschreiben und deren Schwierigkeiten in literarischer Form darstellen.
Der Preis nimmt Bezug auf Asenas Roman Die Frau hat keinen Namen (türkisch Kadının Adı Yok, 1987) und trägt deshalb den Untertitel Die Frau hat immer noch keinen Namen (türkisch Kadının Hâlâ Adı Yok). Es soll darauf aufmerksam gemacht werden, dass die Schwierigkeiten, mit denen Frauen in der Türkei konfrontiert sind, immer noch bestehen.
Nach den Vergaberegelungen wird der Romanpreis für ein einzelnes Werk verliehen und kann nicht geteilt werden. Wenn die Mehrheit der Jurymitglieder im jährlichen Auswahlverfahren kein auszeichnungswürdiges Werk findet, wird der Preis nicht vergeben. Neben dem Werk, das mit dem Preis ausgezeichnet werden soll, kann für ein anderes Werk ein Sonderpreis beantragt werden.
In den Jahren von 2008 bis 2011 wurde kein Preisträger benannt. Ein Sonderpreis der Jury wurde erstmals im Jahr 2019 vergeben.

## Preisträger
- 2007: Nur Yazgan für Lal Kitap[1]
- 2008: keine Preisvergabe
- 2009: keine Preisvergabe
- 2010: keine Preisvergabe
- 2011: keine Preisvergabe
- 2012: Pelin Özer für 17 Haziran[1]
- 2013: Sibel K. Türker für Hayatı Sevme Hastalığı[1]
- 2014: Jale Sancak für Fırtına Takvimi[1]
- 2015: Menekşe Toprak für Ağıtın Sonu[1]
- 2016: Zehra İpşiroğlu für Haneye Tecavüz[1]
- 2017: Şebnem İşigüzel für Gözyaşı Konağı. Ada, 1876[1]
- 2018: Oylum Yılmaz für Gerçek Hayat[1]
- 2019: Gaye Boralıoğlu für Dünyadan Aşağı[1]
  - Şiir Erkök Yılmaz für Aile İçi Muhabbet (Sonderpreis)[1]
- 2020: Irmak Zileli für Son Bakış[3]
- 2021: Nermin Yıldırım für Ev[4]
- 2022: Seray Şahiner für Ülker Abla[5]
- 2023: Arlin Çiçekçi für Servi Nine ve Üç Güzeller[6]
- 2024: Neslihan Önderoğlu für Cüret[7]